# Рентерија
Рентерија (шп. Rentería) град је у Шпанији у аутономној заједници Баскија у покрајини Гипускоа. Према процени из 2017. у граду је живело 39 381 становника.

## Становништво
Према процени, у граду је 2017. живело 39 381 становника.
| 2017.  |
| ------ |
| 39.381 |

## Партнерски градови
- Шорндорф
- Lousada
- Тил
- Monroy
- Fuentepelayo